# Joaquim García Roca
Joaquim García Roca   (Barxeta, 25 de febrer de 1947) és Sociòleg i Teòleg. Professor de la Universitat de València i Doctor Honoris causa per la Universitat Bolivariana de Xile. Reconegut en el camp de la solidaritat, el voluntariat, el Tercer Sector, els moviments socials, la immigració i la cooperació internacional al desenvolupament. La seva obra està plasmada en moltes publicacions, conferències, fòrums i jornades.

## Biografia
Després dels seus estudis eclesiàstics de filosofia i teologia en el Seminari Metropolità de València, Ximo, es llicencia en teologia a la Universitat Pontifícia de Salamanca i en filosofia a la Universitat autònoma de Barcelona. Amplia estudis a Roma on s'especialitza en la Nova Hermenèutica a la Universitat Pontifícia de Sant Tomás d'Aquino i en el pensament de Dietrich Bonhoeffer a la Universitat Gregoriana. De retorn a Espanya crea l'escola d'Educadors especialitzats en Marginació social de la Diputació de València, s'incorpora a l'Escola de teologia per a laics (Estela) i a la Facultat de Teologia i a la Facultat de Ciències Socials de la Universitat de València.

## Activitat docent
Actualment és Professor en els Màsters: Cooperació al Desenvolupament (Universitat de València-Castelló), Moviments Migratoris i Codesenvolupament (Universitat de València i Comillas), Màster d'Economia Social (Universitat de València).
Ha dictat cursos en Universitad Centroamericana UCA i Universitad de El Salvador UES. Universitad de Michoacán, León, Guadalajara (Mèxic), Universitad de San Luis (Argentina), Universitad Cartagena de Indias (Colòmbia). Universitat Salesiana (Equador), Universitat Bolivariana de Xile i l'Institut de Drets Humans (Xile).
Membre del Consell de Direcció de les revistes:
- Iglesia Viva[5]
- Trabajo Social, Universidad Complutense
- Cristianisme i Justícia, Barcelona[6]
- RAIS, Madrid
- Migraciones, Universitat de Comillas
- Polis, Revista de la Universitad Bolivariana de Xile[7]

## Premis i reconeixements
- Becari de la Fundació Urquijo (1972)[cal citació]
- Membre del Patronat Sud-Nord de la Universitat de València[8]
- Patró de la Fundació del voluntariat i la solidaritat de la Comunitat de Valenciana.[9]
- Patró de la fundació Rais – Madrid
- Doctor Honoris causa (2007- Universitat Bolivariana de Xile).[3]
- Premi Manuel Castillo d'estudis i recerca (2001- Patronat Sud-Nord, Universitat de València).[10]

## Obres

### Pròpies
- La Ontologia hermenéutica de GADAMER, Tesi Doctoral de Filosofia. Publicada en Anals Valentinos (extracte), 1975.
- Estructura y organitzación Servicios Sociales en el País Valenciano Diputació Provincial de València, València, 1983.
- Cristianismo y Marginación Social, Caritas. Bilbao, 1987.
- García Roca, Joaquín. Dimensión pública de la fe.  Santander: Sal Terrae, 1989. OCLC 33193663.
- García Roca, Joaquín. El Dios de la fraternidad.  Santander: Sal Terrae, 1990. OCLC 33194082.
- El cristianismo ¿Una utopia ética inalcanzable? Edicions SM, Madrid, 1991.
- Pedagogia de la Marginación, Editorial Popular, Madrid, 1991.
- García Roca, Joaquín. Público y privado en la acción social : del estado de bienestar al estado social.  Madrid: Editorial Popular, 1992. OCLC 30067415.
- García Roca, Joaquín. Solidaridad y voluntariado.  Santander: Sal Terrae, 1994. OCLC 33440408.
- Les constelaciones de la jovenes. Síntomas, oportunidades y eclipses. En Quaderns No. 62. Cristianisme i Justícia, Barcelona, 1994.
- García Roca, Joaquín. Constelaciones de los jóvenes ; síntomas, oportunidades, eclipses.  Lima: CEP, 1995. OCLC 40103623.
- El voluntariado como recurso. Premio Investigación Bancaixa, València, 1994.
- García Roca, Joaquín. Contra la exclusión : responsabilidad pública e iniciativa social.  Maliaño: Sal Terrae, 1995. OCLC 432630104.
- Creciendo en solidaridad con los empobrecidos Canàries, 1996.
- García Roca, Joaquín. Exclusión social y cristianismo : tercer Foro Religioso Popular 21, 22 y 23 de abril de 1995, Vitoria-Gasteiz.  Madrid: Nueva Utopía, 2006. OCLC 702715022.
- García Roca, Joaquín. Exclusión social y contracultura de la solidaridad: prácticas, discursos y narraciones.  Madrid: Ediciones HOAC, 1994. OCLC 38896331.
- La educación en el cambio de milenio: retos y oportunidades desde la tradición cristiana, Editorial Sal Terrae, Santander, 1998.
- A educaçâo cristâ no terceiro mil·lenni. O que é, com es faç. (Trad. Clair Rivero, G.) Ediçôes Loyola, Sâo Paulo, Brasil, 1999.
- Imaginario Social de los Jóvenes Encuentros, Casa de la Joventud. Lima, Perú, 2000.
- Caminar juntos con humildad. Acción colectiva, relaciones sinérgicas y redes solidarias. Pensamiento en Acción. Cáritas Españolas, Madrid.
- Escuela solidaria, espacio popular, Editorial CCS. Madrid, 2001.
- García Roca, Joaquín. En tránsito hacia los últimos : crítica política del voluntariado.  Santander: Sal Terrae, 2001. OCLC 49758818.
- García Roca, Joaquín. Políticas y programas de participación social.  Madrid: Síntesis, 2004. OCLC 63807107.
- García Roca, Joaquín. Convocatoria de Dios y nuevos valores.  Lima: CEP, 2004. OCLC 318440870.
- El mito de la seguridad, PPC Editorial, Madrid, 2006.
- La búsqueda de Dios desde los Exillis. Editorial Universidad Bolivariana, Santiago de Chile, Xile, 2007.
- García Roca, Joaquín. Educación para la ciudadanía.  Barcelona: Cristianisme i Justicia, 2007. OCLC 880824141.
- Espiritualidad para voluntarios. Hacia una mística de la solidaridad. PPC Editorial, Madrid, 2011.
- García Roca, Joaquín. Reinvención de la exclusión social en tiempos de crisis.  Madrid: FOESSA, 2012. OCLC 856592619.
- García Roca, Joaquín. Recrear la solidaridad en tiempos de mundialización. Ciudadanía, vecindad y fraternidad.  Guadalajara: Instituto Tecnológico y de Estudios Superiores de Occidente, 2013. OCLC 879645883.
- Espacios para la esperança. Cáritas. Madrid, 2014.